# Eunice conglomerans
Eunice conglomerans är en ringmaskart som beskrevs av Ehlers 1887. Eunice conglomerans ingår i släktet Eunice och familjen Eunicidae. Inga underarter finns listade i Catalogue of Life.